# Tomopleura cicatrigula
Tomopleura cicatrigula é uma espécie de gastrópode do gênero Tomopleura, pertencente a família Borsoniidae.